# Jorge Lindell
Jorge Lindell Díaz (Málaga, 1 de febrero de 1930-ibídem, 15 de agosto de 2015) fue un pintor español. Fue miembro de la Real Academia de Bellas Artes de San Telmo.

## Biografía
Nace en Málaga en 1930, hijo de Jorge Lindell Férnandez, catedrático del Conservatorio María Cristina de Málaga, y de Encarnación Díaz Pérez.
Asiste a las clases de dibujo en la Escuela de arte y oficios de la ciudad, con Luis Bono y el profesor Almagro. Presenta su primera exposición con dos obras en la Sociedad Económica de Amigos del País, en el certamen de Educación y Descanso de 1942 y obtiene el primer premio en una exposición del SEU. Viaja a Madrid con la intención de ingresar en la Escuela de Bellas Artes de San Fernando pero, debido a un fallo administrativo, no puede matricularse, por lo que opta por trabajar de escaparatista, de pintor de abanicos, o de restaurador de porcelanas y objetos artísticos varios, entre otros oficios. Su objeto es asistir a exposiciones y contactar con el mundo del arte en Madrid. Frecuenta las galerías Clan, Buchol y los principales museos, y en el de reproducciones artísticas para preparar el ingreso en Bellas Artes. Ello le da lugar a conocer personalmente a Willi Baumaster, a Gregorio Prieto y sobre todo a Daniel Vázquez Díaz. Todos ellos dejaron una huella en su forma de concebir la pintura.
Por motivos familiares vuelve a Málaga y se inscribe en las clases de colorido que particularmente da Federico Bermúdez Gil a las que también asisten Virgilio Galán, Rodrigo Vivar, José Guevara, etc., a los que unió una gran amistad. Con ellos, así como con Eugenio Chicano y Alfonso de Ramón fundarían la Peña Montmartre en el "palomar" de "El Pimpi", grupo que después se denominaría Grupo Picasso, después de que algunos de sus miembros visitaran a don Pablo en La Californie.
Su primera exposición individual fue en 1952 en las salas de la Sociedad Económica de Amigos del País con pinturas y dibujos totalmente innovadores por sus temas y realización de lo que hasta entonces se había exhibido en esta ciudad. En contacto con el grupo de poetas editores de "Caracola", Rafael León Portillo y Alfonso Canales, dibuja alguna portada de la revista. En 1962 expone junto a Estefan y Marina Barbado en Puerto de la Cruz, en el Círculo de Bellas Artes de Tenerife, y anteriormente con el Grupo Picasso en Madrid y en el Museo de Arte contemporáneo en Barcelona y se unen al Movimiento Mediterráneo participando en exposiciones colectivas itinerantes por diversas capitales españolas. Viaja a Francia para visitar museos y conoce la obra de Jean Fautrier de la que queda impactado.

## Trayectoria
Jorge Lindell fue un pintor autodidacta, que encabezó la corriente informalista, matérica y lírica de la producción artística malagueña de las décadas de los sesenta y setenta.
Con el pintor Stefan von Reiswitz, "Estefan", y la mujer de éste, Marina Barbado, creó el primer taller de grabado en Málaga, al que se unen George Cambell, Robert McDonal etc. Concurren como grupo a exposiciones en Múnich, Israel, Madrid (Galería Osma) y Granada (Círculo Artístico). Individualmente expone en Tenerife y Gran Canaria, de lo que se harían eco, entre otros, Eduardo Westerdalh, Ernesto Salcedo, o Pérez Minik, hasta considerarlo como pintor canario en alguna prensa de las islas.
En el año 1979 junto al pintor Dámaso Ruano funda el Colectivo "Palmo", que de alguna manera va a cambiar los gustos artísticos de la sociedad malagueña. Fruto de su actividad se producen exposiciones de Tapies, Niebla, Pepe Hernández y se editan obras de Gordillo, Saura Ginovart, etc. Se desarrollan cursos de grabados clases que él mismo imparte. Fruto de este periodo será el libro de grabados y poesías que dirige Salvador López Becerra "Cantos de Al-Andalus”, libro que por su contenido es hoy en día una joya bibliográfica.
Se suceden exposiciones individuales de todos y cada uno de los miembros del grupo (Béjar, Estefan, Barbadillo, Pepa Caballero, Labrador, Ruano) También como colectivo exponen en Madrid, Málaga, Sevilla, etc. Al disolverse “Palmo”, carga con su tórculo y monta su propio taller "Ataurique" en la calle de la Victoria, trasladándose después al Rincón de la Victoria, donde continúa trabajando hasta la fecha.
En 1997, conjuntamente con la Junta de Andalucía y el Ayuntamiento de la ciudad, se reunió su obra en una exposición antológica en el Palacio Episcopal de Málaga. En dicha exhibición se mostró la obra plástica, grabados y dibujos. Desde el taller Ataurique, saldrían las carpetas de corta tirada con textos de Rafael Franquelo (Habana), de Salvador López Becerra (Vestidor de Almas), de María Victoria Morales (Odiseo) y otras como Kosovo, El Cuaderno de Ana Magdalena Bach, y así hasta un total de ocho carpetas de grabados más. Asimismo, expuso en la Feria de Arte Contemporáneo de Madrid (ARCO).
Fue promotor junto con el pintor Rafael Carmona del primer Certamen del Grabado Andaluz, donde además se impartieron conferencias sobre la problemática del grabado. Participó en los primeros y segundos encuentros de pintores andaluces en Granada y Córdoba. Su dedicación al Ateneo de Málaga y a la gestión de su sala de exposiciones durante ocho años.
Fue durante quince años responsable del Centro de Medios Audiovisuales de la antigua Caja de Ronda, de la que también fue responsable de su sala de exposiciones.
Su obra está representada en la Calcografía Nacional de Madrid, Museo Reina Sofía, Biblioteca Nacional, Museo Nacional del Grabado de Marbella, Junta de Andalucía, Museo Provincial de Málaga, Museo de la ciudad de Málaga, Unicaja Madrid, y Museo Westerdalh de Tenerife, así como en diferentes colecciones de EE. UU. (Texas), Venezuela, Cuba, Alemania, México D. F. etc.
De su obra se han ocupado en tesis y tesinas Carmen Guerrero Villalba de la Universidad de Granada, Pilar Fernández Maqueda de la Universidad de Málaga y Aude Thiery de la Universidad de Reins (Francia) y también los escritores y poetas como José Infantes, Francisco Carrillo, A.Tovar o Juan Cruz. Además cuenta con haber ilustrado numerosa publicaciones, sobre todo libros de poesías.
En 2008 fue nombrado Académico Numerario de la Real Academia de Bellas Artes de San Telmo, y en este mismo año ha recibido la Medalla de Oro del Ateneo de Málaga.
en 2008 Exposición en el Instituto Cervantes de Fez con el título 30 años de Grabado donde presenta 40 obras en 2010 Exposición en Brasil en el Instituto Cervantes de Curitiba donde presenta 27 obras entre acuarelas y dibujos En 2011 Realiza el cartel de las Fiestas de los Verdiales de Benagalbón Málaga. En 2013 Exposición en la Sala Robert Harvey de Benagalbón en Málaga con el título Homenaje a Johann Sebastian Bach y diez obras más. Falleció el 15 de agosto de 2015.